# Odontocolon hungaricum
Odontocolon hungaricum är en stekelart som först beskrevs av Clement 1938.  Odontocolon hungaricum ingår i släktet Odontocolon, och familjen brokparasitsteklar. Inga underarter finns listade.